# Geras (Autriche)
Pour les articles homonymes, voir Geras.
Geras est une commune autrichienne du district de Horn en Basse-Autriche.